# Verrucaria weddellii
Verrucaria weddellii är en lavart som beskrevs av Servít. Verrucaria weddellii ingår i släktet Verrucaria och familjen Verrucariaceae.   Inga underarter finns listade i Catalogue of Life.